# Fonction point d'interrogation
« Fonction de Minkowski » redirige ici. Pour la jauge d'un convexe, voir Fonctionnelle de Minkowski.
La fonction point d'interrogation, ou fonction de Minkowski, est, en mathématiques, une fonction, notée ? (ou {\displaystyle x\mapsto \mathop {?} (x)}).

Fonction point d'interrogation de Minkowski

Cette fonction fut définie par Hermann Minkowski en 1904 afin d'obtenir une application continue de l'ensemble des irrationnels quadratiques de l'intervalle ]0, 1[ vers l'ensemble des nombres rationnels du même intervalle. La définition courante actuelle fut posée par Arnaud Denjoy en 1938. Sa restriction aux nombres rationnels est une fonction strictement croissante, dérivable, et de dérivée partout nulle.

## Approche intuitive
Une façon de définir la fonction point d'interrogation met en oeuvre la correspondance entre deux façons différentes de représenter des nombres fractionnaires en utilisant des séquences binaires finies ou infinies. De manière familière, une chaîne de 0 et de 1 avec comme séparateur fractionnaire ".", comme "11.0010010000111111..." peut être interprétée comme la représentation binaire d'un nombre. Dans ce cas, ce nombre est
{\displaystyle 2+1+{\frac {1}{8}}+{\frac {1}{64}}+\cdots =\pi .}
Mais il existe aussi une autre façon d'interpréter la même séquence en utilisant des fractions continues.
On peut interpréter la partie fractionnaire "0.00100100001111110..." comme une suite de nombres, en remplaçant chaque bloc consécutif de 0 ou de 1 par la longueur de ce bloc (ou, pour le premier bloc de zéros, sa longueur plus un), générant dans ce cas la séquence {\displaystyle [3;3,1,2,1,4,6,\dots ]}. Ensuite, cette séquence est utilisée comme les coefficients d'une fraction continue :
{\displaystyle 3+{\frac {1}{\displaystyle 3+{\frac {1}{\displaystyle 1+{\frac {1}{\displaystyle 2+{\frac {1}{\displaystyle 1+{\frac {1}{\displaystyle 4+{\frac {1}{\displaystyle 6+\dots }}}}}}}}}}}}\approx 3.2676}
La fonction point d'interrogation inverse ce processus : elle traduit la fraction continue d'un nombre réel donné en une séquence binaire encodée par la longueur de suite, puis réinterprète cette séquence comme un nombre binaire. Par exemple, pour l'exemple ci-dessus, {\displaystyle \operatorname {?} (3.2676)\approx \pi }.

## Définition
Soit x un nombre réel.
- Si x est rationnel, il a deux représentations en fraction continue (finie) : x =  [a0, a1, ..., an] = [a0, a1, ..., an – 1, 1] où an est au moins égal à 2. On pose alors :

{\displaystyle {\mathrm {?} }(x)=a_{0}+\sum _{k=1}^{n}{\frac {(-1)^{k+1}}{2^{a_{1}+\cdots +a_{k}-1}}}}
On peut expliciter cette expression en calculant la somme et en exprimant le résultat sous forme de développement en base 2 d'un nombre inférieur à 1 ; en utilisant la notation {\displaystyle (0,\varepsilon _{1}\varepsilon _{2}\dots )_{2}} pour le nombre {\displaystyle (0,\varepsilon _{1}\varepsilon _{2}\dots )_{2}=\sum _{k=1}^{\dots }{\frac {\varepsilon _{k}}{2^{k}}}} on obtient :
{\displaystyle {\mathrm {?} }(x)=a_{0}+(0,\underbrace {0\dots 0} _{a_{1}-1}\underbrace {1\dots 1} _{a_{2}}\dots \underbrace {\varepsilon \dots \varepsilon } _{a_{n}-1}1)_{2}}
- Si x est irrationnel, il a une unique représentation en fraction continue (infinie) : x = [a0, a1, ...]. On pose alors :

{\displaystyle {\mathrm {?} }(x)=a_{0}+\sum _{k=1}^{\infty }{\frac {(-1)^{k+1}}{2^{a_{1}+\cdots +a_{k}-1}}}}
somme d'une série convergente. Ici aussi, en réécrivant la somme sous forme de nombre binaire on obtient une expression simple :
{\displaystyle {\mathrm {?} }(x)=a_{0}+(0,\underbrace {0\dots 0} _{a_{1}-1}\underbrace {1\dots 1} _{a_{2}}\underbrace {0\dots 0} _{a_{3}}\dots )_{2}}

## Exemples
- Pour un entier, son développement en fraction continue se résume à :

{\displaystyle \forall n\in \mathbb {Z} \quad n=\left[n\right]=\left[n-1,1\right]} : {\displaystyle \mathop {?} \left(n\right)=n}
- 24/17 est un rationnel :

{\displaystyle {\frac {24}{17}}=\left[1,2,2,2,1\right]=\left[1,2,2,3\right]} d'où {\displaystyle \mathop {?} \left({\frac {24}{17}}\right)=1+{\frac {(-1)^{1+1}}{2^{2-1}}}+{\frac {(-1)^{2+1}}{2^{2+2-1}}}+{\frac {(-1)^{3+1}}{2^{2+2+2-1}}}+{\frac {(-1)^{3}}{2^{2+2+2}}}=1+{\frac {1}{2}}-{\frac {1}{8}}+{\frac {1}{32}}-{\frac {1}{64}}=1+{\frac {25}{64}}=1+(0,011001)_{2}}
- √2 est un irrationnel :

{\displaystyle {\sqrt {2}}=\left[1,2,2,\ldots \right]} d'où {\displaystyle \mathop {?} \left({\sqrt {2}}\right)=1+\sum _{k=1}^{\infty }{\frac {(-1)^{k+1}}{2^{2k-1}}}={\frac {7}{5}}=1+(0,0{\overline {1100}})_{2}}

## Propriétés
Il s'agit d'une fonction uniformément continue, strictement croissante, impaire et vérifiant sur l'ensemble des nombres réels l'équation fonctionnelle ?(x+1) = ?(x) + 1. Elle est singulière, ce qui signifie que de plus elle est dérivable presque partout et de dérivée nulle presque partout; en particulier elle est dérivable, de dérivée nulle sur les rationnels. Par conséquent elle n'est pas absolument continue.
L'image de l'ensemble des rationnels par cette fonction est l'ensemble des rationnels dyadiques, et, du fait de la caractérisation des nombres algébriques quadratiques par la périodicité de leur développement en fraction continue, l'image de l'ensemble des irrationnels quadratiques est l'ensemble des rationnels non dyadiques.
Si p/q et p'/q' sont deux fractions irréductibles telles que |pq' – p'q| = 1 (deux éléments successifs d'une suite de Farey), alors
Toute fraction se décompose de manière unique comme médiane de deux fractions de numérateurs et dénominateurs plus petits (voir l'article sur l'arbre de Stern-Brocot) ; joint au fait que {\displaystyle \mathop {?} (0/1)=0} et {\displaystyle \mathop {?} (1/1)=1}, cela donne une définition par récurrence de la fonction ? sur les rationnels. 
La fonction point d'interrogation est un cas particulier des courbes fractales de De Rham.

## La fonction boîte de Conway
La fonction point d'interrogation est bijective, et sa bijection réciproque a également attiré l'attention de divers mathématiciens, en particulier John Horton Conway, qui l'a redécouverte indépendamment, notant {\displaystyle {\begin{array}{|c|}\hline x\\\hline \end{array}}} la fonction ?−1(x). Cette fonction (qui lui permet de résoudre le jeu des « fractions distordues ») peut être calculée à partir du développement binaire de (x – ⌊x⌋)/2, où ⌊x⌋ note la fonction partie entière. Ce développement binaire est formé de n1 zéros, suivis de n2 uns, puis de n3 zéros et ainsi de suite. Posant n0 = ⌊x⌋, on a alors
{\displaystyle {\begin{array}{|c|}\hline x\\\hline \end{array}}=[n_{0},n_{1},n_{2},n_{3},\ldots ]},
la notation de droite représentant un développement en fraction continue.
La fonction boîte de Conway s'obtient également à partir de la suite diatomique de Stern.